# Lauren Bell (Cricketspielerin)
Lauren Katie Bell (* 2. Januar 2001 in Swindon, Vereinigtes Königreich) ist eine englische Cricketspielerin, die seit 2022 für die englische Nationalmannschaft spielt.

## Aktive Karriere
Bell stach erstmals im Halbfinale der Women’s Cricket Super League 2019 als sie entscheidende Wickets für die Southern Vipers gegen Loughborough Lightning erzielte. In der Saison 2020 verbrachte sie die meiste Zeit in der Bubble im erweiterten Kreis der Nationalmannschaft. Für den Women’s Cricket World Cup 2022 wurde sie als Reservespielerin nominiert. Ihr Debüt in der Nationalmannschaft gab sie im Sommer 2022 gegen Südafrika im WODI- und WTest-Format. Im September folgte dann auch ihr WTwenty20-Debüt gegen Indien. Im Dezember reiste sie mit dem Team in die West Indies und konnte dort zunächst in den WODIs 4 Wickets für 33 Runs erreichen. In der WTwenty20-Serie konnte sie dann ein Mal drei (3/26) und ein Mal vier Wickets (4/12) erreichen. Daraufhin wurde sie für den Kader den ICC Women’s T20 World Cup 2023 nominiert. Dort absolvierte sie vier Spiele und konnte insgesamt drei Wickets erreichen.